# Marigane-estrelado
O marigane-estrelado (Enneacanthus gloriosus), é uma espécie de peixe de água doce nativa de rios e lagos da América do Norte, pertence a família Centrarchidae, mesma família das percas-sol, achigãs e mariganes. Este peixe tem o costume de habitar águas próximas da margem com vegetação, onde usam a seu favor para esconderijo e reprodução.
O marigane-estrelado é nativo de águas fluviais da América do Norte, habitando a bacia do Rio Mississipi e do Lago Ontário, além de poder ser encontrado em manguezais de água salobra no extremo sul da Flórida.
No Brasil é considerado um peixe raro, pois raramente é exportado para fins ornamentais, mas é muito comum de ser mantido em aquários domésticos nos EUA e Canadá.